# اچ‌ام‌اس رزولوشن (۱۷۵۸)
اچ‌ام‌اس رزولوشن (۱۷۵۸) (به انگلیسی: HMS Resolution (1758)) یک کشتی بود که طول آن ۱۶۵ فوت ۶ اینچ (۵۰٫۴۴ متر) بود. این کشتی در سال ۱۷۵۸ ساخته شد.